# 沙尔迈松
沙尔迈松（法語：Chalmaison，法語發音：[ʃalmɛzɔ̃] ⓘ）是法国塞纳-马恩省的一个市镇，属于普罗万区。

## 地理
沙尔迈松（48°28'51"N, 3°15'0"E）面积10.04 平方千米，位于法国法蘭西島大區塞纳-马恩省，该省份为法国北部内陆省份，北起瓦兹省，西接埃松省、马恩河谷省、塞纳-圣但尼省和瓦兹河谷省，南至卢瓦雷省，东南接约讷省，东临马恩省和奥布省，东北接埃纳省。
与沙尔迈松接壤的市镇（或旧市镇、城区）包括：武尔济河畔莱索尔姆、苏瓦西-布伊、埃韦尔利、古艾、瑞蒂尼、隆格维尔。

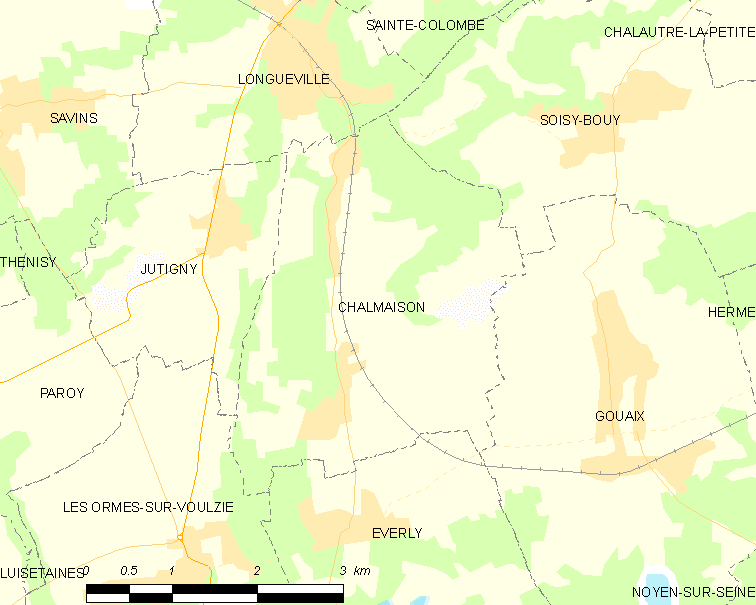
沙尔迈松的OSM定位图

沙尔迈松的时区为UTC+01:00、UTC+02:00（夏令时）。

## 行政
沙尔迈松的邮政编码为77650，INSEE市镇编码为77076。

## 政治
沙尔迈松所属的省级选区为普罗万县。

## 人口

1962-2008年间沙尔迈松人口变化图示

沙尔迈松于2022年1月1日时的人口数量为758人。